# The Family Entrance
The Family Entrance è una comica muta del 1925 diretta da Leo McCarey con protagonista Charley Chase.
Il film fu distribuito il 15 febbraio 1925.